# Jean d'Alquier de Servian
Jean d'Alquier de Servian, est un officier dans les troupes régulières françaises, né en 1693 à Carcassonne. Sa carrière militaire dure de 1710 à 1761. Il passe en Nouvelle-France en 1755 avec Jean-Armand Dieskau, commandant des troupes régulières françaises et de leurs alliés indiens au Canada, en même temps que le gouverneur Vaudreuil et quatre bataillons des premières troupes régulières françaises destinées à Québec ; La Reine, Languedoc, Béarn et Guyenne. 

## Carrière militaire
Sa carrière dans les troupes de terre était déjà longue : nommé lieutenant en 1710, capitaine  en 1734, capitaine de grenadiers (compagnie d’élite dans un bataillon) en 1748 dans le 2e bataillon de Béarn; titre qu'il portait à son arrivée au Canada. En 1757, il fut promu lieutenant-colonel et reçut le commandement du 2e bataillon de Béarn Il était également chevalier de Saint-Louis. À plus de 60 ans, il était un des soldats les plus âgés à combattre en Nouvelle-France. Audacieux, voire un peu trop pour son âge selon Montcalm, il était cependant très apprécié par ce dernier. Il combat à la Bataille des Plaines d'Abraham ou il est blessé, mais il participe au conseil de guerre après la bataille. En 1760 il est à la Bataille de Sainte-Foy où il est également blessé et transporté à Hôpital général de Québec. Il rentre en France en octobre 1760 avec les autres troupes françaises après la reddition de Montréal. Il reçoit une pension en 1761 et décède en France à une date inconnue.

## Hommages
L'avenue Dalquier a été nommée en son honneur dans l'ancienne ville de Sainte-Foy , en 1963. La rue est maintenant présente dans l'actuelle ville de Québec depuis les fusions de 2002.
Le village de Saint-Félix-de-Dalquier a également été nommé en son honneur.